# Elecciones presidenciales de Venezuela de 2000
Las elecciones generales de la República Bolivariana de Venezuela se llevaron a cabo el domingo 30 de julio de 2000. Esta fue la tercera elección bajo la nueva constitución de Venezuela adoptada en el año 1999, siendo la primera para cargos electivos (las anteriores fueron referéndum). Se hizo simultáneamente la elección presidencial para la jefatura del estado, a su vez con las elecciones regionales, municipales y parlamentarias, por esta razón estos comicios son llamados popularmente como "megaelecciones". Los candidatos más populares, Hugo Chávez, presidente de la República y Francisco Arias Cárdenas, gobernador de Zulia, lideraron el intento de golpe de Estado del 4 de febrero de 1992.
En estos comicios Hugo Chávez el presidente de la república en funciones resulta reelegido para el Período (2001-2007), elecciones realizadas solo un año y medio después del periodo presidencial inicial, en vez de pasados los cinco años antiguos (1999-2004) establecidos bajo la Constitución de Venezuela de 1961 pero con la aprobación de la Nueva Constitución de Venezuela de 1999 mediante el Referéndum del 15 de diciembre de 1999 se convocan elecciones para relegitimar todos los cargos de elección popular cumpliendo con lo establecido en la nueva carta magna, de un nuevo periodo presidencial de 6 años que comenzaría el siguiente 10 de enero.

## Campaña electoral presidencial
La campaña electoral se caracterizó por la polarización como la de 1998, con feroces recriminaciones entre Chávez y Arias Cárdenas, que eran según los pronósticos los favoritos en la contienda electoral. Arias Cárdenas se presentaba como el candidato del consenso para todos los sectores de la sociedad y declaró que la "Revolución Bolivariana" se había desviado de sus orígenes. Por otra parte, Chávez prometió que afianzaría a dicha "revolución", afirmando que él no votaría por un traidor, que era como Chávez tildaba a Arias Cárdena tras su disidencia después de considerarlo como su "amigo del alma". 
El proceso general del 2000 fue muy distinto a los anteriores debido a la ausencia de candidatos de los partidos tradicionales AD y COPEI, aún golpeados por la debacle electoral de 1998. Además de ser la primera elección presidencial efectuada bajo el marco de la nueva Constitución promulgada en 1999. Solo se presentaron tres candidatos en vez de la decena que llegaban a postularse en anteriores ocasiones.

### Candidatos
- Hugo Chávez, militar, presidente en funciones optando por la reelección, fue apoyado por los mismos partidos en las elecciones de 1999, la coalición Polo Patriótico.
- Francisco Arias Cárdenas, también militar, entre los cargos destacables en el pasado estaba el de gobernador del estado Zulia, de hecho renunció a dicho cargo para disputar estas elecciones, de todas formas expiraba su mandato como gobernador, debido a que las elecciones regionales se realizaban de forma simultánea con las nacionales.
- Claudio Fermín, sociólogo, antiguo alcalde del municipio Libertador de Caracas y excandidato presidencial en las dos últimas elecciones, no recibió grandes apoyos como sí sucedió con Arias Cárdenas, antiguo aliado de Chávez. Chávez y Arias Cárdenas fueron militares y compañeros de armas, participaron en el golpe de Estado de 1992, ambos igualmente eran amigos personales y políticos, pero esta situación se quebró, decidiendo ser rivales de campaña electoral. Fermín y Arias Cárdenas, ambos ocuparon cargos electivos con anterioridad, el primero como alcalde y el segundo como gobernador.

## Resultados
El resultado de esta elección no sorprendió a muchos, el Presidente de Venezuela Hugo Rafael Chávez Frías (originalmente votado durante la elección de 1998) fue elegido por un segundo mandato de 6 años según estipula la constitución, su periodo empezó el 10 de enero de 2001.
En las parlamentarias resultaron ganadores en su mayoría los partidarios de Hugo Chávez, por lo tanto ahora el presidente electo gozaba de mayoría absoluta en la cámara con más de dos tercios de escaños a los postulados por la coalición Polo Patriótico, aunque bien después (en el año 2001) se redujo a poco más del 50%, porque varios diputados electos bajo la coalición chavista se pasaron a la oposición. En los cargos regionales de gobernadores y alcaldes igualmente los partidarios de Chávez resultaron elegidos en la mayoría de estados y municipios de la república, la oposición obtuvo 7 de las 23 gobernaciones: Amazonas, Apure, Carabobo, Miranda, Monagas, Yaracuy y Zulia.
Según el CNE, la abstención fue del 43,69% del electorado; y los resultados fueron:
| Candidatos                         | Partido                                  | Votos      | %     |
| ---------------------------------- | ---------------------------------------- | ---------- | ----- |
| Hugo Chávez                        | Movimiento V República                   | 3.025.224  | 48,11 |
| Hugo Chávez                        | Movimiento al Socialismo                 | 547.192    | 8,70  |
| Hugo Chávez                        | Partido Comunista de Venezuela           | 57.118     | 0,91  |
| Hugo Chávez                        | Solidaridad Independiente                | 44.074     | 0,70  |
| Hugo Chávez                        | Independientes por la Comunidad Nacional | 29.676     | 0,47  |
| Hugo Chávez                        | Acción Agropecuaria                      | 15.189     | 0,24  |
| Hugo Chávez                        | Movimiento Electoral del Pueblo          | 14.045     | 0,22  |
| Hugo Chávez                        | Gente Emergente                          | 13.491     | 0,21  |
| Hugo Chávez                        | Nuevo Régimen Democrático                | 11.764     | 0,19  |
| Hugo Chávez                        | Patria Para Todos                        | 0          | 0,00  |
| Hugo Chávez                        | Total Polo Patriótico                    | 3.757.773  | 59,76 |
| Francisco Arias Cárdenas           | La Causa Radical                         | 1.191.379  | 18,95 |
| Francisco Arias Cárdenas           | Francisco Javier Arias Cárdenas          | 872.229    | 13,87 |
| Francisco Arias Cárdenas           | Izquierda Democrática                    | 148.120    | 2,36  |
| Francisco Arias Cárdenas           | Movimiento de Integridad Nacional        | 67.094     | 1,07  |
| Francisco Arias Cárdenas           | Movimiento por la Democracia Directa     | 64.055     | 1,02  |
| Francisco Arias Cárdenas           | Bandera Roja                             | 16.582     | 0,26  |
| Francisco Arias Cárdenas           | Total Polo Democrático                   | 2.359.459  | 37,52 |
| Claudio Fermín                     | Encuentro                                | 171.346    | 2,72  |
| Votos válidamente emitidos         | Votos válidamente emitidos               | 6.288.578  | 94,72 |
| Votos nulos                        | Votos nulos                              | 348.698    | 5,28  |
| Total de votos                     | Total de votos                           | 6.600.196  | 100   |
| Votantes registrados/participación | Votantes registrados/participación       | 11.720.660 | 56,31 |
| abstención                         | abstención                               | abstención | 43,69 |
| Fuente:                            |                                          |            |       |